# اوسلو
اوسلو (به هلندی: Usselo) یک منطقهٔ مسکونی در هلند است که در انسخده واقع شده‌است. اوسلو ۲۸۰ نفر جمعیت دارد.